# Bursera staphyleoides
Bursera staphyleoides är en tvåhjärtbladig växtart som beskrevs av Mcvaugh & Rzedowski. Bursera staphyleoides ingår i släktet Bursera och familjen Burseraceae. Inga underarter finns listade i Catalogue of Life.